# Folly Beach
Folly Beach is een plaats (city) in de Amerikaanse staat South Carolina, en valt bestuurlijk gezien onder Charleston County.

## Demografie
Bij de volkstelling in 2000 werd het aantal inwoners vastgesteld op 2116.
In 2006 is het aantal inwoners door het United States Census Bureau geschat op 2312, een stijging van 196 (9.3%).

## Geografie
Volgens het United States Census Bureau beslaat de plaats een oppervlakte van
48,2 km², waarvan 31,7 km² land en 16,5 km² water.

## Plaatsen in de nabije omgeving
De onderstaande figuur toont nabijgelegen plaatsen in een straal van 24 km rond Folly Beach.